# Wilhelm Jan Fedórko

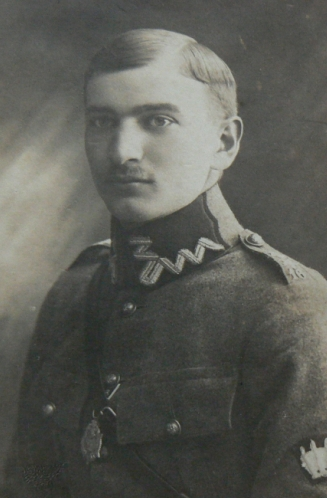
Wilhelm Jan Fedórko w mundurze 16 pp Tarnów, grudzień 1919. Na lewym rękawie widoczne godło kompanii karabinów maszynowych.

Wilhelm Jan Fedórko (też Wilhelm Jan Fedorko) (ur. 22 czerwca 1896 w Jaśle, zm. 13 grudnia 1979 w Katowicach) – major piechoty Wojska Polskiego.

## Życiorys
Był synem Jerzego i Marii z Wójcików. Do wybuchu I wojny światowej ukończył siedem klas gimnazjalnych. 8 września 1914, jako uczeń ósmej klasy gimnazjum, bez zgody rodziców, wstąpił do Legionów Józefa Piłsudskiego. 2 marca 1915, w Wiedniu, będąc urlopowany z Legionów, zdał egzamin dojrzałości, a następnie powrócił w szeregi Legionów Polskich i wziął udział w walkach w Karpatach, Małopolsce Wschodniej i na Wołyniu. 29 października 1915 w bitwie pod Kościuchnówką został ranny w rękę. 2 kwietnia 1916, w wyniku starań rodziców, zwolniony z Legionów, w stopniu sekcyjnego-kaprala. Po 6 tygodniach pobytu w domu został powołany do odbycia służby wojskowej w c. i k. 57 pułku piechoty w Tarnowie. Skończył szkołę oficerską w Opawie.

## Przebieg służby wojskowej
- 08-09-1914 – 06-04-1916 w IV batalionie 2 pułku piechoty Legionów i VII batalionie 6 pułku piechoty Legionów jako sekcyjny 7 kompanii 6 pp na froncie rosyjskim w Karpatach, Małopolsce Wschodniej i na Wołyniu. 29 października 1915 r. po raz pierwszy ranny pod Kamieniuchą na Wołyniu;
- 15-05-1916 – 01-11-1918 szkoła oficerska 57 Austriackiego pułku piechoty w Opawie, 12-11-1916 mianowany oficerem. Od 01-12-1916 walki na froncie włoskim. 25-05-1917 ciężko ranny w lewą pierś pod San Giovanni di Duino, hospitalizowany w szpitalu włoskim do 15-02-1918. 15-08-1918 wraca na front. 57 pp wymówił posłuszeństwo władzom austriackim i wrócił do Tarnowa z frontu włoskiego. Po odzyskaniu niepodległości przez Polskę Wilhelm Fedórko wraca z frontu 13 listopada 1918 r.
- 01-11-1918 – 02-07-1920 w III batalionie 16 pułku piechoty i batalionie szturmowym 6 Dywizji Piechoty na froncie ukraińskim i wschodnim jako ppor. i por. oraz dowódca kompanii ckm;
- 02-07-1920 – 02-07-1922 w 16 pułku piechoty w Tarnowie jako dowódca kompanii ckm i adiutant I/16 pp., w maju 1922 zweryfikowany jako kapitan ze starszeństwem z dniem 1 czerwca 1919 w korpusie oficerów piechoty.
- 02-07-1922 – 09-03-1930  w 73 pułku piechoty w Katowicach jako kapitan i dowódca szkoły podoficerskiej 73 pułku piechoty, I oficer sztabowy 23 Górnośląskiej Dywizji Piechoty, dowódca I/73 pp. i oficer mobilizacyjny;
- 09-03-1930 – 15-06-1939  w Korpusie Ochrony Pogranicza jako komendant rejonu Przysposobienia Wojskowego Brygady KOP „Grodno”, do końca 1936 r., następnie kwatermistrz batalionu KOP „Skałat”;
- 19 marca 1938 roku został awansowany na majora ze starszeństwem z dniem 19 marca 1938 roku.
- 15-06-1939 – 19-09-1939 major i dowódca III batalionu 37 Łęczyckiego pułku piechoty, w walkach wojny obronnej wrześniowej 1939 r. ranny nad Bzurą 19 września 1939 r. dostaje się do niewoli niemieckiej;
- 19-09-1939 – 11-07-1945  w obozie jeńców wojennych (Oflag VIIA Murnau);

11 lipca 1945 roku został wojskowym komendantem miasta Bari we Włoszech, a po ewakuacji II Korpusu do Anglii, komendantem obozu repatriacyjnego Wheaton Aston. Do kraju powrócił 5 grudnia 1947 roku.
Zmarł 13 grudnia 1979 r. w Katowicach. Pochowany na cmentarzu rzymskokatolickim przy ul. Smutnej w Sosnowcu (sektor 10-13-22).

## Okres pobytu na froncie
- 25-10-1914 – 01-12-1914 w IV batalionie 2 pułku piechoty Legionów w Karpatach;
- 05-03-1915 – 01-04-1915 w IV batalionie 2 pułku piechoty Legionów w Małopolsce Wschodniej;
- 15-07-1915 – 29-10-1915 w VII batalionie 6 pułku piechoty Legionów na Wołyniu;
- 01-12-1916 – 25-05-1917 w 6 kompanii 57 Austriackiego pułku piechoty jako chorąży, dowódca półkompanii na froncie włoskim;
- 15-08-1918 – 01-09-1918 w II batalionie 57 Austriackiego pułku piechoty w stopniu podporucznika jako dowódca samodzielnego plutonu rkm na froncie włoskim;
- 15-12-1918 – 25-06-1919 w III batalionie 16 pułku piechoty w stopniu podporucznika jako dowódca kompanii ckm na froncie ukraińskim – pod Przemyślem i Lwowem. Za walkę odznaczony Krzyżem Walecznych;
- 17-08-1919 – 02-05-1920 w 6 Dywizji Piechoty, dowódca kompanii ckm w batalionie szturmowym na froncie wschodnim;
- 01-09-1939 – 18-09-1939 dowódca III batalionu 37 Łęczyckiego pułku piechoty w stopniu majora w walkach nad Bzurą.

## Udział w wojnie obronnej 1939 roku
Jako major i dowódca III batalionu 37 Łęczyckiego pułku piechoty wyróżnił się wyjątkowym charakterem dowódczym na najbardziej zagrożonych odcinkach w walkach nad Bzurą. W dniu 16 września 1939 idąc w godzinach rannych z batalionem w marszu bojowym z Gogolina Południowego na Kozłów Szlachecki i Sochaczew natknął się na kolumnę niemiecką, z miejsca rozwinął batalion po obu stronach drogi – wywiązał się ostry bój spotkaniowy. Wkrótce zostaje ranny w głowę odłamkiem granatu artyleryjskiego, a z nim podporucznik Jerzy Krines i goniec batalionowy kapral Portyk. Nadchodzi major Iwaszkiewicz ze sztabu dywizji i zleca przekazanie dowództwa kapitanowi Koziołowi, dowódcy kompanii ckm. Mimo rany major Wilhelm Fedórko zatrzymuje dowodzenie, usprawnia szyki pierwszej linii, osobiście rozmieszcza pluton przeciwpancerny.
Ogromny nacisk nieprzyjaciela wspomaganego ogniem artyleryjskim jest odpierany ogniem i walką, którą prowadzi do późnego wieczora. Dopiero na rozkaz dowódcy 26 DP płk dypl. Brzechwy-Ajdukiewicza wieczorem odrywa się od nieprzyjaciela.
W nocy z 18 na 19 września z lasów Budy Stare prowadzi batalion na przeprawę Bzury pod Brochowem, po przekroczeniu której zostaje po raz drugi ranny i 19 września o godz. 4:00 dostaje się do niewoli. Wraz z całym wziętym do niewoli dowództwem trafia do obozu jeńców wojennych - Oflagu VIIA Murnau. Tam prowadzi potajemne kursy taktyczne dla młodszych oficerów. W obozie tym była planowana i przygotowana przez oddział szturmowy SS masakra polskich oficerów, której nie zdążyli przeprowadzić na skutek przyspieszenia forsownego marszu oddziałów amerykańskich, które w porę otworzyły bramy obozu.

## Ordery i odznaczenia
- Krzyż Srebrny Orderu Wojennego Virtuti Militari (za bohaterską walkę we wrześniu 1939)
- Krzyż Niepodległości (15 czerwca 1932)[4]
- Krzyż Kawalerski Orderu Odrodzenia Polski
- Krzyż Walecznych
- Złoty Krzyż Zasługi
- Srebrny Krzyż Zasługi (25 maja 1929)[5]
- Medal 30-lecia Polski Ludowej
- Medal 10-lecia Polski Ludowej
- Medal Pamiątkowy za Wojnę 1918–1921
- Medal Dziesięciolecia Odzyskanej Niepodległości
- Brązowy Medal „Za zasługi dla obronności kraju”
- Brązowy Medal za Długoletnią Służbę
- Odznaka Obrońcom Przemyśla
- Krzyż Legionowy
- Odznaka harcerska „Za Zasługę”[2]
- Odznaka za Rany i Kontuzje[6]
- Złota Odznaka Zasłużonemu w Rozwoju Województwa Katowickiego